# وزارت فرهنگ و ورزش اسرائیل
وزارت فرهنگ و ورزش اسرائیل (انگلیسی: Ministry of Culture and Sport، عبری: משרד התרבות והספורט‎، ت. «Misrad HaTarbut VeHaSport»، عربی: وزارة الثقافة والریاضة) یک وزارتخانه دولتی در کابینه اسرائیل است.
فرهنگ و ورزش سال‌های زیادی بخشی از سایر وزارتخانه‌ها بوده‌اند؛ بین سال‌های ۱۹۴۹ تا ۱۹۹۹ و دوباره از ۲۰۰۳ تا ۲۰۰۶، فرهنگ بخشی از وزارت آموزش بود. به طور مشابه، ورزش نیز بین سال‌های ۱۹۹۴ تا ۱۹۹۹ و ۲۰۰۳ تا ۲۰۰۶ بخشی از وزارت آموزش و پرورش بود. فرهنگ و ورزش هر دو بین سال‌های ۲۰۰۶ تا ۲۰۰۹ با وزارت علوم، فناوری و فضا ترکیب شدند، پیش از آنکه با تشکیل دولت جدید در مارس ۲۰۰۹ به یک پست جداگانه تقسیم شوند.